# A.S. Handball Albatro Siracusa 2025-2026

## Stagione
L'Albatro Teamnetwork Siracusa nella stagione 2025-2026 disputa il suo tredicesimo campionato di massima divisione, oltre che tornare a partecipare ad una competizione europea quindici anni dopo l'ultima volta.

## Mercato

### Sessione estiva
| Acquisti | Acquisti           | Acquisti        | Acquisti      | Acquisti |
| R.a      | Nome               | da              | Modalità      |          |
| -------- | ------------------ | --------------- | ------------- | -------- |
| PT       | Salah Rihai        | Créteil         | definitivo    |          |
| TS       | Nahuel Pereyra     | Mascalucia      | fine prestito |          |
| TD       | Hazem Mamdouh      | Alexandria      | definitivo    |          |
| AD       | Giuseppe Cuzzupè   | Molteno         | definitivo    |          |
| AD       | Nuno Santos        | Riihimäki Cocks | definitivo    |          |
| C        | Alvaro De la Santa | Secchia Rubiera | definitivo    |          |

| Cessioni | Cessioni           | Cessioni        | Cessioni       | Cessioni |
| R.       | Nome               | a               | Modalità       |          |
| -------- | ------------------ | --------------- | -------------- | -------- |
| C        | Albert Sanek       | svincolato      | fine contratto |          |
| TD       | Luka Karanović     | svincolato      | fine contratto |          |
| TD       | Martín Molina      | svincolato      | fine contratto |          |
| C        | Juan Cantore       | svincolato      | fine contratto |          |
| AD       | Daniele De Luca    | Conversano      | definitivo     |          |
| AS       | Luigi Mantisi      | svincolato      | fine contratto |          |
| AD       | Juan Pauloni       | Trieste         | definitivo     |          |
| PT       | Riccardo Fasanelli | Cassano Magnago | definitivo     |          |

## Rosa
| N° | Naz.                  | Ruolo | Sportivo            | Anno |  |  |
| -- | --------------------- | ----- | ------------------- | ---- |  |  |
| 1  | Italia (bandiera)     | P     | Salah Rihai         | 2004 |  |  |
| 3  | Portogallo (bandiera) | A     | Nuno Santos         | 1992 |  |  |
| 5  | Italia (bandiera)     | PV    | Vito Claudio Marino | 1994 |  |  |
| 6  | Italia (bandiera)     | PV    | Gianpaolo Sciorsci  | 2000 |  |  |
| 7  | Italia (bandiera)     | T     | Filippo Angiolini   | 1999 |  |  |
| 15 | Italia (bandiera)     | A     | Gianluca Vinci      | 1999 |  |  |
| 17 | Argentina (bandiera)  | T     | Nahuel Pereyra      | 2005 |  |  |
| 22 | Brasile (bandiera)    | PV    | Felipe Coutinho     | 2000 |  |  |
| 24 | Italia (bandiera)     | T     | Cristian Guggino    | 2003 |  |  |
| 27 | Spagna (bandiera)     | T     | Álvaro de la Santa  | 2001 |  |  |
| 30 | Brasile (bandiera)    | T     | Cirilo              | 1999 |  |  |
| 32 | Montenegro (bandiera) | T     | Marko Bobičić       | 1992 |  |  |
| 39 | Brasile (bandiera)    | P     | Pedro Hermones      | 1993 |  |  |
| 55 | Egitto (bandiera)     | T     | Hazem Mamdouh       | 1998 |  |  |
| 81 | Italia (bandiera)     | A     | Giuseppe Cuzzupè    | 2004 |  |  |

### Staff tecnico
- Allenatore:  Mateo Garralda
- Vice allenatore:  Lorenzo Martelli
- Assistente:  Fabio Reale